# モンゴメリー郡 (ケンタッキー州)
モンゴメリー郡（英: Montgomery County）は、アメリカ合衆国ケンタッキー州の中央部北東に位置する郡である。2010年国勢調査での人口は26,499人であり、2000年の22,554人から17.5%増加した。郡庁所在地はマウントスターリング市（人口6,895人）であり、同郡で人口最大の都市でもある。アルコール飲料の販売に関しては「モイスト郡」に分類される。基本的には販売が禁止される「ドライ郡」（禁酒郡）だが、マウントスターリング市のように包装容器に入ったアルコール飲料の販売が認められている「ウェット」の都市が含まれている。
モンゴメリー郡はマウントスターリング小都市圏に属している。

## 歴史
モンゴメリー郡の郡名は、アメリカ独立戦争時の准将であり、1775年暮れにカナダのケベック市を攻撃しているときに戦死したリチャード・モントゴメリー（1736年-1775年）に因んで名付けられた。別の説ではバージニア州出身で、やはり独立戦争に従軍したトマス・モンゴメリーに因むというものがある。1793年、トマス・モンゴメリーはマウントスターリングに入植した。1805年にはインディアナ州のギブソン郡に移転した。

## 地理
アメリカ合衆国国勢調査局に拠れば、郡域全面積は198.80平方マイル (514.9 km2)であり、このうち陸地198.59平方マイル (514.3 km2)、水域は0.21平方マイル (0.54 km2)で水域率は0.11%である。

### 隣接する郡
- バーボン郡 - 北西
- バス郡 - 北東
- メニフィー郡 - 南東
- パウエル郡 - 南
- クラーク郡 - 西

## 人口動態
以下は2000年国勢調査による人口統計データである。
| 基礎データ - 人口: 22,554人 - 世帯数: 8,902 世帯 - 家族数: 6,436 家族 - 人口密度: 44人/km2（114人/mi2） - 住居数: 9,682軒 - 住居密度: 19軒/km2（49軒/mi2） 人種別人口構成 - 白人: 95.07% - アフリカン・アメリカン: 3.48% - ネイティブ・アメリカン: 0.15% - アジア人: 0.11% - 太平洋諸島系: 0.03% - その他の人種: 0.35% - 混血: 0.82% - ヒスパニック・ラテン系: 1.15% 年齢別人口構成 - 18歳未満: 24.9% - 18-24歳: 8.7% - 25-44歳: 30.2% - 45-64歳: 23.4% - 65歳以上: 12.9% - 年齢の中央値: 36歳 - 性比（女性100人あたり男性の人口） - 総人口: 94.6 - 18歳以上: 91.0 | 世帯と家族（対世帯数） - 18歳未満の子供がいる: 33.6% - 結婚・同居している夫婦: 57.7% - 未婚・離婚・死別女性が世帯主: 11.2% - 非家族世帯: 27.7% - 単身世帯: 23.9% - 65歳以上の老人1人暮らし: 10.5% - 平均構成人数 - 世帯: 2.49人 - 家族: 2.93人 収入と家計 - 収入の中央値 - 世帯: 31,746米ドル - 家族: 36,939米ドル - 性別 - 男性: 31,428米ドル - 女性: 20,941米ドル - 人口1人あたり収入: 16,701米ドル - 貧困線以下 - 対人口: 15.2% - 対家族数: 12.5% - 18歳未満: 18.1% - 65歳以上: 17.3% |

## 都市と町
- マウントスターリング - 郡庁所在地
- カマーゴ
- ジェファーソンビル
- ジュディ